# Mniší
Mniší (německy Mönchsdorf) je vesnice, část města Kopřivnice v okrese Nový Jičín v Moravskoslezském kraji. Nachází se asi 4,5 kilometru východně od Kopřivnice. Prochází zde silnice II/486. V roce 2009 zde bylo evidováno 231 adres. V současnosti (2012) zde žije asi 1431 obyvatel.
Mniší je také název katastrálního území o rozloze 3,7 km².

## Název
Poprvé je vesnice písemně doložena k roku 1347 jako opuštěná pod německým jménem Sdislawsdorf, které bylo upraveno ze staršího českého Zdislavice nebo Zdislavov. Ve všech dalších dokladech (od 15. století) je jméno Mniší, které bylo odrazem skutečnosti, že vesnice patřila velehradskému klášteru.

## Historie
První písemná zmínka o vesnici pochází z roku 1347.

## Obyvatelstvo
| Rok            | 1869 | 1880 | 1890 | 1900 | 1910 | 1921 | 1930 | 1950 | 1961 | 1970 | 1980 | 1991 | 2001 | 2011 | 2021 |
| -------------- | ---- | ---- | ---- | ---- | ---- | ---- | ---- | ---- | ---- | ---- | ---- | ---- | ---- | ---- | ---- |
| Počet obyvatel | 468  | 417  | 390  | 454  | 555  | 538  | 559  | 527  | 628  | 596  | 671  | 644  | 661  | 717  | 788  |
| Počet domů     | 66   | 72   | 73   | 75   | 81   | 83   | 93   | 108  | 128  | 148  | 158  | 190  | 178  | 210  | 245  |

## Obecní správa
Při sčítání lidu v letech 1850–1979 Mniší bylo samostatnou obcí, se kterým patřilo nejprve do okresu Nový Jičín, ale v roce 1950 v okrese Frenštát pod Radhoštěm a od roku 1960 opět v okrese Nový Jičín. Od 1. ledna 1980 je částí města Kopřivnice v okrese Nový Jičín.

## Pamětihodnosti
- Kaple svaté Máří Magdalény

## Významní rodáci
- Bohuslav Kubalec[11] (1913–1966), český pedagog, vlastivědný pracovník a geograf
- Augustin Hajdušek (1845–1929), první Čechoameričan, který vystudoval v USA práva